# 1893年德國聯邦選舉

選舉地圖

1893年德國聯邦選舉於6月15日舉行。儘管社會民主黨（SPD）獲得了多數票，但中央黨在贏得397個席位中的96個後仍然是帝國國會中最大的政黨，而社民黨僅贏得了44個。選民投票率為72.4%。